# Estación San Luis
La Estación de Trenes de San Luis es una ex-estación ferroviaria ubicada en la ciudad del mismo nombre, en el Departamento Juan Martín de Pueyrredón, Provincia de San Luis, República Argentina. En la actualidad el edificio funciona como la sede del Centro Cultural José La Vía.

## Servicios
Sus vías están a cargo de la empresa estatal Trenes Argentinos Cargas. Sin embargo, no presta servicios de pasajeros desde 1993, cuando la infraestructura fue abandonada por la empresa concesionaria a cargo en ese momento, que incluso removió barreras automatizadas en cruces a nivel. Los terrenos donde se emplazaban las vías se convirtieron entonces en baldíos, basureros a cielo abierto e incluso barrios informales en el caso de la extensión al viejo hipódromo, adyacente a la antigua fábrica SCAC. El gobierno provincial, entonces a cargo de Alberto Rodríguez Saá, decidió llevar a cabo una polémica expropiación para construir la Autovía “Eva Perón”, la cual sólo pudo ser completada en forma parcial ante los recursos judiciales presentados por el Estado Nacional, mientras que hacia el oeste se construyó la Avenida “Quinto Centenario”. En la actualidad el edificio está en dominio de la Municipalidad de San Luis, que ubica ciertas oficinas en el mismo y un centro cultural. El terreno inmediatamente adyacente, que interrumpe la traza de la nueva avenida, continúa en estado de abandono y ocupación informal.

## Historia
En el año 1912 fue inaugurada la estación, por parte del Ferrocarril Andino, en el ramal de Retiro a Mendoza.

## Imágenes

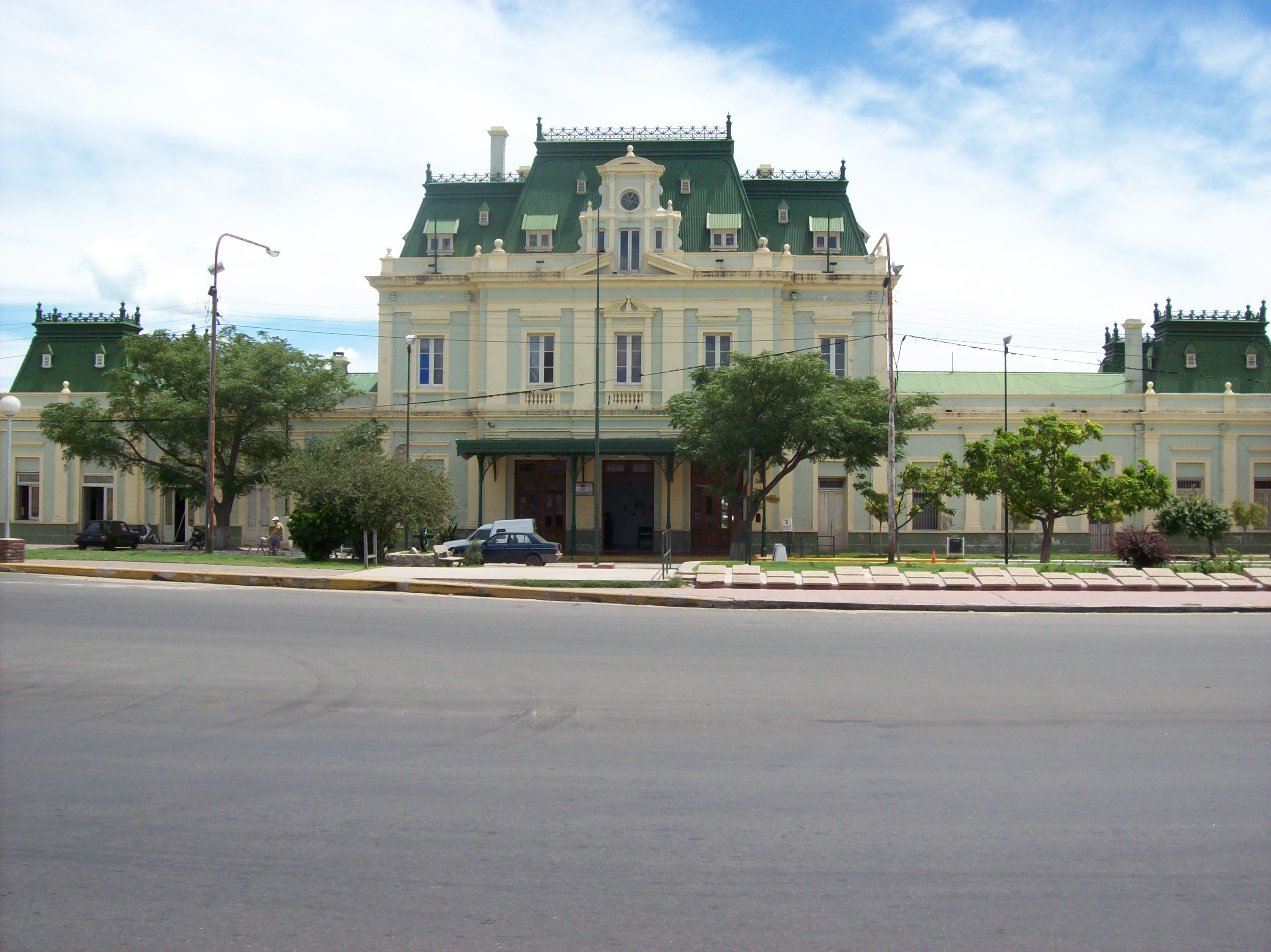
Fachada de la ex-estación.
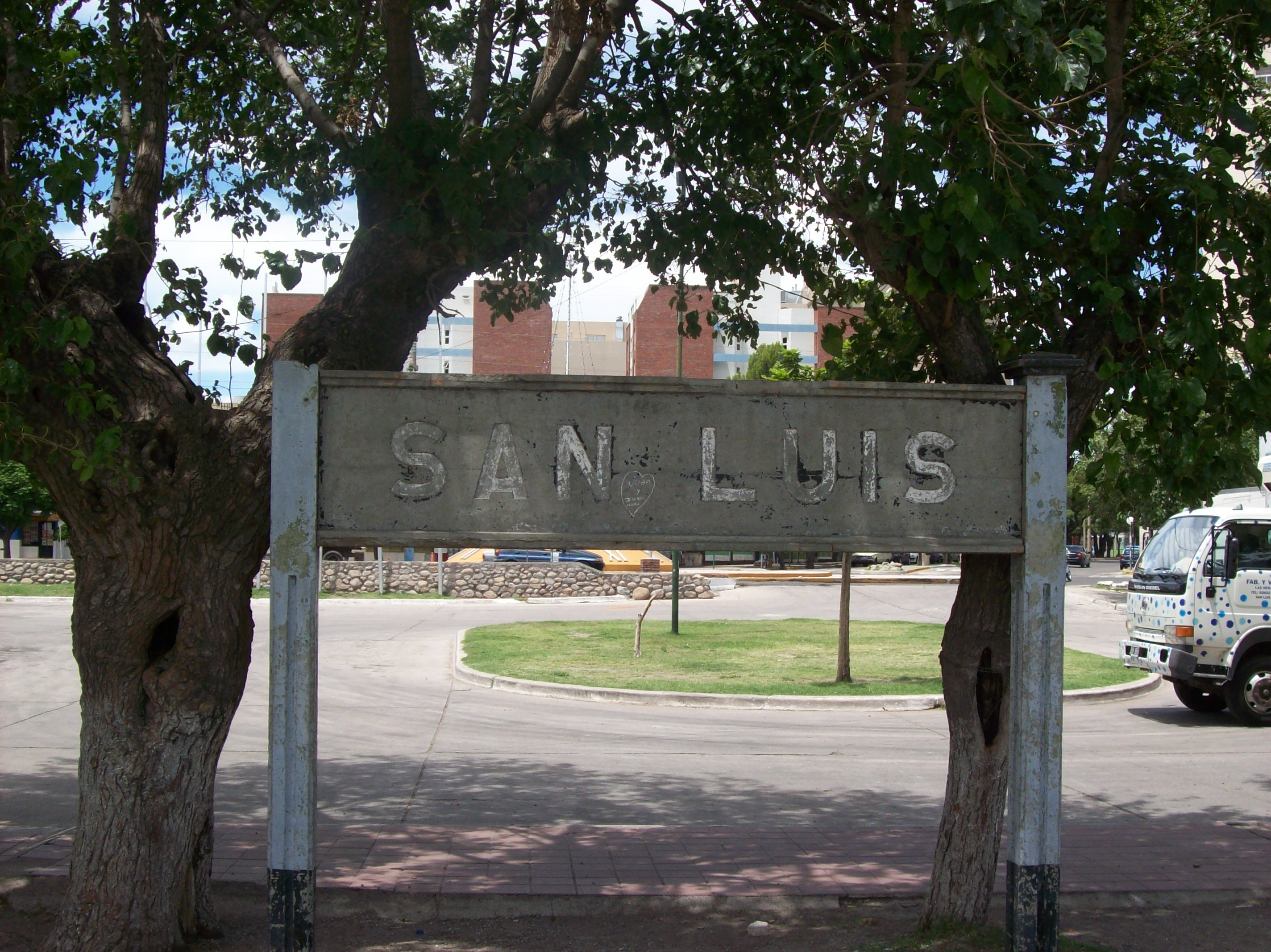
Nomenclador.